# Карлос Аугусто
Карлос Аугусто Заполато Невес (порт. Carlos Augusto Zopolato Neves; нар. 7 січня 1999, Кампінас, Сан-Паулу, більш відомий як Карлос Аугусто) — бразильський футболіст, лівий захисник або лівий вінгбек «Інтернаціонале», в оренді з клубу «Монца». Він також грає за національну збірну Бразилії.

## Клубна кар'єра

### Корінтіанс
Карлос розпочав свою кар'єру, коли йому було 12 років у «Корінтіанс».
Пройшовши через всю молодіжну систему, Карлос дебютував на професійному рівні за «Корінтіанс» у товариському матчі проти «Греміо» 8 липня 2018 року. Він офіційно дебютував у стартовому складі проти «Атлетіко Паранаенсе» 4 серпня того ж року. Карлос провів 32 офіційні матчі за Корінтіанс, забив один гол.[5] Він також двічі вигравав Лігу Пауліста: у 2018 і 2019 роках.

### Монца
28 серпня 2020 року Карлос приєднався до нової команди Серії B «Монца» на постійній основі. Він забив свій перший гол 12 грудня 2020 року в переможному матчі проти «Венеції» на виїзді з рахунком 2:0 [6]. Він став наймолодшим захисником у сезоні Серії B 2020–21, який забив гол дальнім ударом на сьогоднішній день. Карлос забив свій другий гол 22 грудня в домашньому матчі проти «Асколі» (2:0). Карлос був номінований у команду сезону Серії B, завершивши сезон з трьома голами та двома результативними передачами.
Карлос розпочав сезон 2021—2022, забивши гол проти «Читтаделли» в першому раунді Кубка Італії 2021—2022 14 серпня 2021 року; матч закінчився поразкою 2–1.[9] Він був ключовим гравцем, який допоміг «Монці» вперше піднятися до Серії А після перемоги у фіналі плей-офф проти «Пізи».
Карлос дебютував у Серії А 13 серпня 2022 року, вийшовши в стартовому складі в матчі проти «Торіно» з рахунком 2:1 у сезоні 2022—2023. Він забив свій перший гол у Серії А 9 жовтня у домашньому матчі проти «Спеції» (2:0). Карлос закінчив сезон із шістьма голами та п'ятьма асистами.

### Інтернаціонале
15 серпня 2023 року Карлос приєднався до міланського «Інтера» на правах річної оренди з опцією та умовним зобов'язанням викупу.

## Кар'єра в збірній
13 грудня 2018 року Карлос був включений до складу збірної Бразилії U-20 на Чемпіонат Південної Америки U-20 2019.
6 жовтня 2023 року Карлос був викликаний до основної національної збірної і дебютував 17 жовтня 2023 року в матчі кваліфікації до Чемпіонату світу з футболу 2026 року, який програв Уругваю з рахунком 2:0.

## Стиль гри
В основному лівий захисник, Карлос також здатний грати на позиції центрального захисника в захисті як з чотирьох, так і з трьох гравців.

## Особисте життя
Карлос має італійський паспорт через своїх прадіда. Шанувальники Монци ласкаво прозвали його «l'Imperatore» (Імператор) на згадку про римського імператора Августа.

## Статистка виступів

### Клубна статистика
Станом на 24 грудня 2023 року
| Команда                   | Сезон        | Ліга         | Ліга | Ліга  | Ліга Штату | Ліга Штату | Національний кубок | Національний кубок | Континентальні кубки | Континентальні кубки | Інші змагання | Інші змагання | Усього | Усього |
| Команда                   | Сезон        | Ліга         | Ігор | Голів | Ігор       | Голів      | Ігор               | Голів              | Ігор                 | Голів                | Ігор          | Голів         | Ігор   | Голів  |
| ------------------------- | ------------ | ------------ | ---- | ----- | ---------- | ---------- | ------------------ | ------------------ | -------------------- | -------------------- | ------------- | ------------- | ------ | ------ |
| «Корінтіанс»              | 2018         | Серія A      | 7    | 0     | 0          | 0          | 0                  | 0                  | 1                    | 0                    | —             | —             | 8      | 0      |
| «Корінтіанс»              | 2019         | Серія A      | 15   | 1     | 2          | 0          | 2                  | 0                  | 2                    | 0                    | —             | —             | 21     | 1      |
| «Корінтіанс»              | 2020         | Серія A      | 0    | 0     | 8          | 0          | 0                  | 0                  | 0                    | 0                    | —             | —             | 3      | 0      |
| «Корінтіанс»              | Total        | Total        | 22   | 1     | 10         | 0          | 2                  | 0                  | 3                    | 0                    | 0             | 0             | 37     | 1      |
| «Монца»                   | 2020–21      | Серія B      | 30   | 3     | —          | —          | 1                  | 0                  | —                    | —                    | 2             | 0             | 33     | 3      |
| «Монца»                   | 2021–22      | Серія B      | 32   | 2     | —          | —          | 1                  | 1                  | —                    | —                    | 4             | 0             | 37     | 3      |
| «Монца»                   | 2022–23      | Серія А      | 35   | 6     | —          | —          | 2                  | 0                  | —                    | —                    | —             | —             | 37     | 6      |
| «Монца»                   | Total        | Total        | 97   | 11    | 0          | 0          | 4                  | 1                  | 0                    | 0                    | 6             | 0             | 107    | 12     |
| «Інтернаціонале» (оренда) | 2023–24      | Серія А      | 17   | 0     | —          | —          | 1                  | 1                  | 6                    | 0                    | 0             | 0             | 24     | 1      |
| Career total              | Career total | Career total | 136  | 12    | 10         | 0          | 7                  | 2                  | 9                    | 0                    | 6             | 0             | 168    | 14     |

## Досягнення
Корінтіанс
- Ліга Пауліста: 2018, 2019
- Кубок Бразилії з футболу друге місце: 2018

Інтернаціонале
- Чемпіон Італії : 2023–24
- Володар Суперкубка Італії з футболу: 2023

Особисті
- Серія B Команда сезону: 2020-21